# Dinastia Alupa
Els Alupes també coneguts com a Alves (segles IV a XV) foren una dinastia reial que va governar el que és ara la costa de Karnataka, Índia. La dinastia Alupa o Alva va governar independentment el seu regne conegut com a Alvakheda des del el segon segle de l'era comuna. (vers 200 fins a 450). Més tard amb el predomini dels Kadambes de Banavasi, esdevingueren feudataris d'aquests. Amb el canviant escenari polític, aviat esdevingueren els vassalls dels Chalukya, Raixtrakutes, Hoysales i de l'imperi de Vijayanagar. La seva influència sobre la costa de Karnataka va durar per aproximadament 1200 anys. Hi ha evidència que els Alupes va seguir la llei d'herència matrilineal (Aliyasantana) des que el rei Alupa Soyideva va ser succeït pel seu nebot Kulasekhara Bankideva (fill de la princesa Alupa Krishnayitayi i del Hoysala Veera Ballala III). El llegendary rei que és considerat l'introductor de la matrilinealitat al Tulu Nadu és anomenat Bhuta Alupa Pandya El nom Alva va sobreviure com a cognom fins i tot avui entre els terratinents de Bunt que succeeixen de manera matrilineal. El darrer rei Alupa governant fou Kulasekharadeva Alupendradeva del que una inscripció datada el 1444 ha estat trobada a Mudabidri

## Etimologia i Origen
El nom de la dinastia és registrat en inscriptions com Alupa, Aluva, Alva, Aluka i Alapa. L'origen dels Alupas com anteriors als Kadambes és poc clar i no hi ha cap evidència epigràfica. Ptolemeu, el geògraf de segle II identifica la regió de Tulu Nadu com Olokhoira que és àmpliament suposat que seria una corrupció del terme Alva Kheda, 'la terra dels Alves'.
Pel que fa a l'origen del nom B. A. Saletore ha suggerit que el nom Alupa és derivat de la seva variant Aluka que és un epítet de la serp divina Shesha dels èpics hindús. Fleet ha suggerit que el nom Aluka possiblement podria denotar origen dels Nāga que en els temps antics van ser inclosos en els dominis Chalukya. Saletore afegeix que l'origen Naga dels Alupas és provat per dos fets: la figura d'una serp que es troba en una pedra amb inscripció Alupa al temple de Gollara Ganapati a Mangalore i les seves tendències ultraxaivites. Saletore rebutja la idea d'un origen dravídic del nom (del Tamil 'Alu' significant govern o governar).

## Territoris
Tot i que els Alupas van controlar part de Uttara Kannada i Shimoga a Karnataka i part del nord de Kerala durant el seu zenit, la regió nuclear consistia en el modern Tulu Nadu que comprèn els districtes de Mangalore i Udupi (anteriorment un únic districte anomenat Dakshina Kannada, també conegut com a Canara del Sud). En els temps antics, la regió va ser anomenada Alvakheda i més tard es va anomenar Tulunadu. El terme Tulunadu és encara en ús avui dia referit a la regió.

## Història política
La història del clan emergeix de l'obscuritat durant l'expansió dels Chalukya de Badami a les inscripcions d'Aihole i Mahakuta que reclamen que els Alupes havien acceptat la sobriania Chalukya i esdevenien els seus feudataris. Van governar inicialment a Mangalore i en altres moments a Udyavara a Udupi i més tard a Barkur. La seva primera inscripció regular és l'anomenada Vaddarase en kanarès, datada al principi del segle VII. Van mantenir relacions matrimonials amb els seus sobirans durant segles.
El govern dels Alupes estava limitat als districtes moderns de Udupi, Mangalore i parts de Shimoga i Uttara Kannada a l'estat de Karnataka i part del districte del nord de Kerala (el districte de Kasaragod) fins al riu Payashvini. En la història de l'Índia, cap altra dinastia ha governat un territori durant més de mil anys. Els alupes són l'excepció. Es van originar com a governants de la regió costanera de Karnataka al voltant de l'inici de l'era cristiana, sent només al voltant del segle V quan van fer el seu debut com a dinastia històrica al aparèixer a la inscripció de Halmidi. El darrer nom d'un governant que veiem en les epigrafies de Venupura (Moodubidre), pertany al segle xiv. Hi ha més de dues-centes inscripcions en pedra d'aquesta dinastia i només aproximadament cent i vint han estat llegits i desxifrats fins ara. El millor rècord de l'antiga escriptura kanaresa es troba una inscripció en coure del segle VII a Belmannu. Hi ha tot i així un altre conjunt de cinc plats de coure que van ser coneguts al començament del 2007, però no hi ha cap informació sobre el governant, provinença (dins del districte d'Udupi) o el seu contingut.
Els Alupes van posar en circulació monedes a partir del segle viii i van continuar la tradició fins al segle xiv. Les seves monedes van portar l'emblema dinàstic dels "dos peixos sobre una flor de Lotus estesa, sota un paraigua reial". Gairebé 180 monedes úniques han estat trobades fins ara, de les quals al voltant de 175 monedes són publicades en el llibre escrit per Prabhu i Pai. La història detallada, amb les referències apropiades, també apareixen al mateix llibre.

## Cronologia
| El nom del governant                | Any de regnat                       | Relació                                                                          |
| ----------------------------------- | ----------------------------------- | -------------------------------------------------------------------------------- |
| Pashupathi                          | 450                                 |                                                                                  |
| Per ser sabut                       | 500 – segle VII                     |                                                                                  |
| Aluvarasa I                         | Principis del segle VII             | Sogre de Pulakeshin II                                                           |
| Gunasagara                          | 660–630                             |                                                                                  |
| Chitravahana                        | 663–730                             | Marit de la princesa Chalukya Kumkuma Mahadevi i cunyat del Chalukya Vijayaditya |
| Aluvarasa II                        | Va incorrer en la ira dels Chalukya |                                                                                  |
| Chitravahana II                     |                                     |                                                                                  |
| Ranasagara                          |                                     |                                                                                  |
| Pritvisagara                        |                                     |                                                                                  |
| Marama                              |                                     |                                                                                  |
| Vimaladitya                         |                                     |                                                                                  |
| Alva Rananjaya                      |                                     |                                                                                  |
| Dattalupa                           |                                     |                                                                                  |
| Kundavarma                          | 960–980                             |                                                                                  |
| Jayasimha                           | 980–1010                            |                                                                                  |
| Bankideva Alupendra                 |                                     |                                                                                  |
| Pattiyodeya                         |                                     |                                                                                  |
| Pandya Pattiyodeya                  | 1080–1110                           |                                                                                  |
| Kavi Alupendra                      |                                     |                                                                                  |
| Pattiyodeya Kulashekara Alupendra   | 1160–1220                           |                                                                                  |
| Kundana                             | 1220–1230                           |                                                                                  |
| Vallabhadeva Duttalupa              |                                     |                                                                                  |
| Virapandya                          | 1250–1275                           |                                                                                  |
| Reina Ballamahadeviand Nagadevarasa | 1275–1285                           |                                                                                  |
| Bankideva II                        |                                     |                                                                                  |
| Soyideva                            |                                     |                                                                                  |
| Kulashekara                         | 1335–1346                           | Fill del Hoysala Veera Ballala III i de la princesa Alupa Chikkayitayi           |
| Bankideva III                       |                                     |                                                                                  |
| Kulashekara III                     | 1355–1390                           |                                                                                  |
| Virapandya II                       |                                     |                                                                                  |